# Tapok
Tapok (bosse en créole réunionnais) connu aussi sous le nom de Lorkès Tapok, est un groupe musical réunionnais né dans les années 2000.

## Discographie
- Tapokéné, autoproduction, 2002
- Innot, autoproduction, 2003
- Tapokopat, Cinq Planètes, 2005
- Vintan, RunRun Records, 2020